# Массовые беспорядки в микрорайоне Шанырак
Массовые беспорядки в микрорайоне Шанырак (каз. Шаңырақ ықшам ауданындағы жаппай тәртіпсіздік) — массовые беспорядки, произошедшие в микрорайоне Шанырак Алатауского района города Алма-Ата 14 июля 2006 года. 
Причиной возникновения беспорядков стало решение суда снести незаконные стройки; местные жители оказывали массовое сопротивление полицейским и приехавшим сносить дома рабочим. 
В результате беспорядков погиб сотрудник полиции и были ранены несколько человек с обеих сторон; постройки остались нетронутыми.

## Причины и предпосылки
- Снос незаконных построек: Власти города приняли решение снести дома, построенные без соответствующих разрешений.
- Социальное напряжение: Рост цен на недвижимость и проблемы с получением земли усилили недовольство среди малообеспеченных слоев населения.
- Близость Барахолки — крупнейшего рынка китайских товаров в Алмате (огромное количество рабочих мест)[2].

## Ход событий
- Утром 14 июля 2006 года полиция и спецназ начали операцию по исполнению решения суда.
- Жители микрорайона организовали самооборону, используя подручные средства и баррикады.
- Столкновения сопровождались применением камней, бутылок с зажигательной смесью, поджогами шин.
- В ходе противостояния погиб сотрудник полиции Асет Бейсенов, который был сожжён заживо. Были ранены несколько человек с обеих сторон.

## Аресты
За организацию беспорядков был осужден на 18 лет казахстанский Арон Атабек. Также были осуждены Ерганат Тараншиев (15 лет), Курмангазы Утегенов (16 лет) и Рустем Туяков (14 лет). Еще 20 жителей Шанырака суд признал виновными, но назначил им условное наказание.